# 58191 Доломітен
58191 Доломітен (58191 Dolomiten) — астероїд головного поясу, відкритий 28 грудня 1991 року.
Тіссеранів параметр щодо Юпітера — 3,592.